# Portland (lớp tàu tuần dương)
Portland là một lớp tàu tuần dương hạng nặng của Hải quân Hoa Kỳ được chế tạo vào đầu những năm 1930, bao gồm hai chiếc: Portland (CA-33) và Indianapolis (CA-35).

## Thiết kế

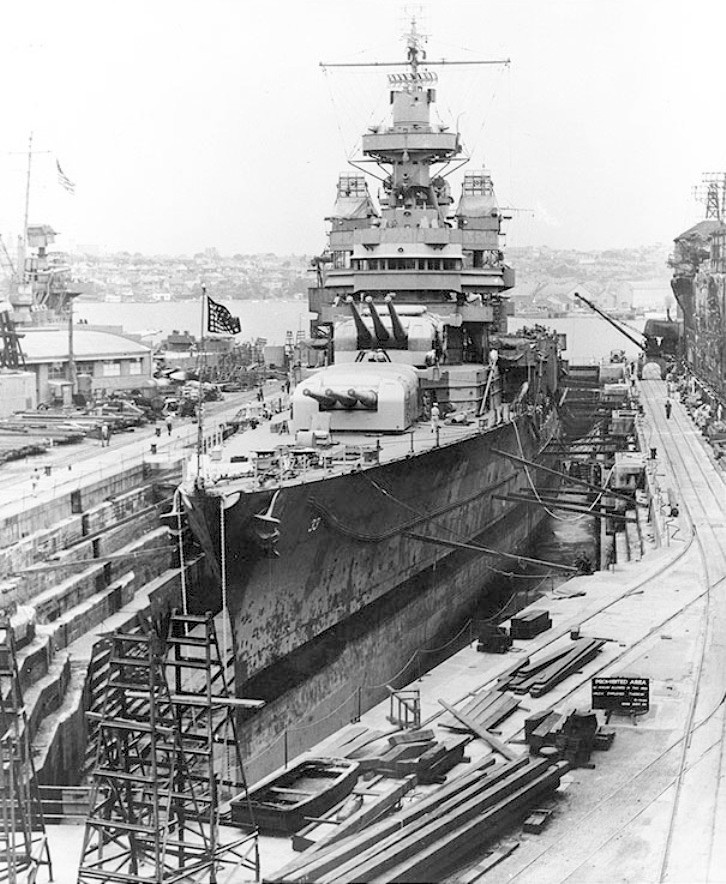
Portland trong ụ tàu tại Sydney, Australia vào năm 1942

### USS Portland (CA-33)

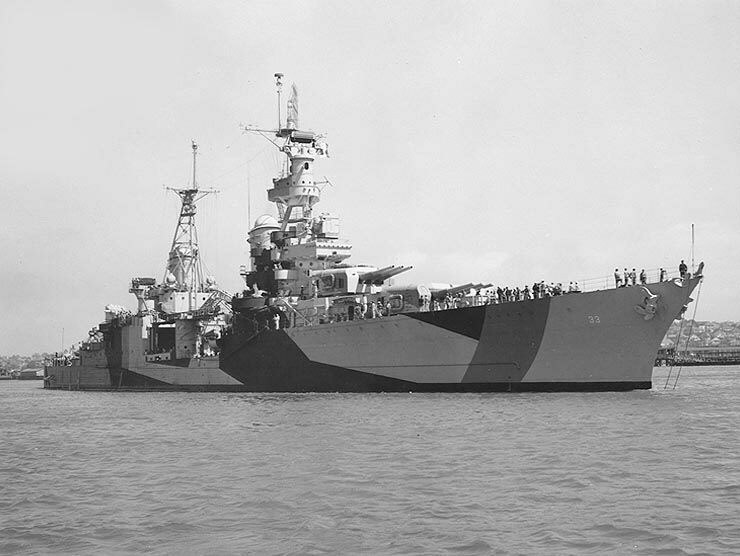
Portland ngoài khơi Xưởng hải quân Mare Island, California, năm 1944

### USS Indianapolis (CA-35)

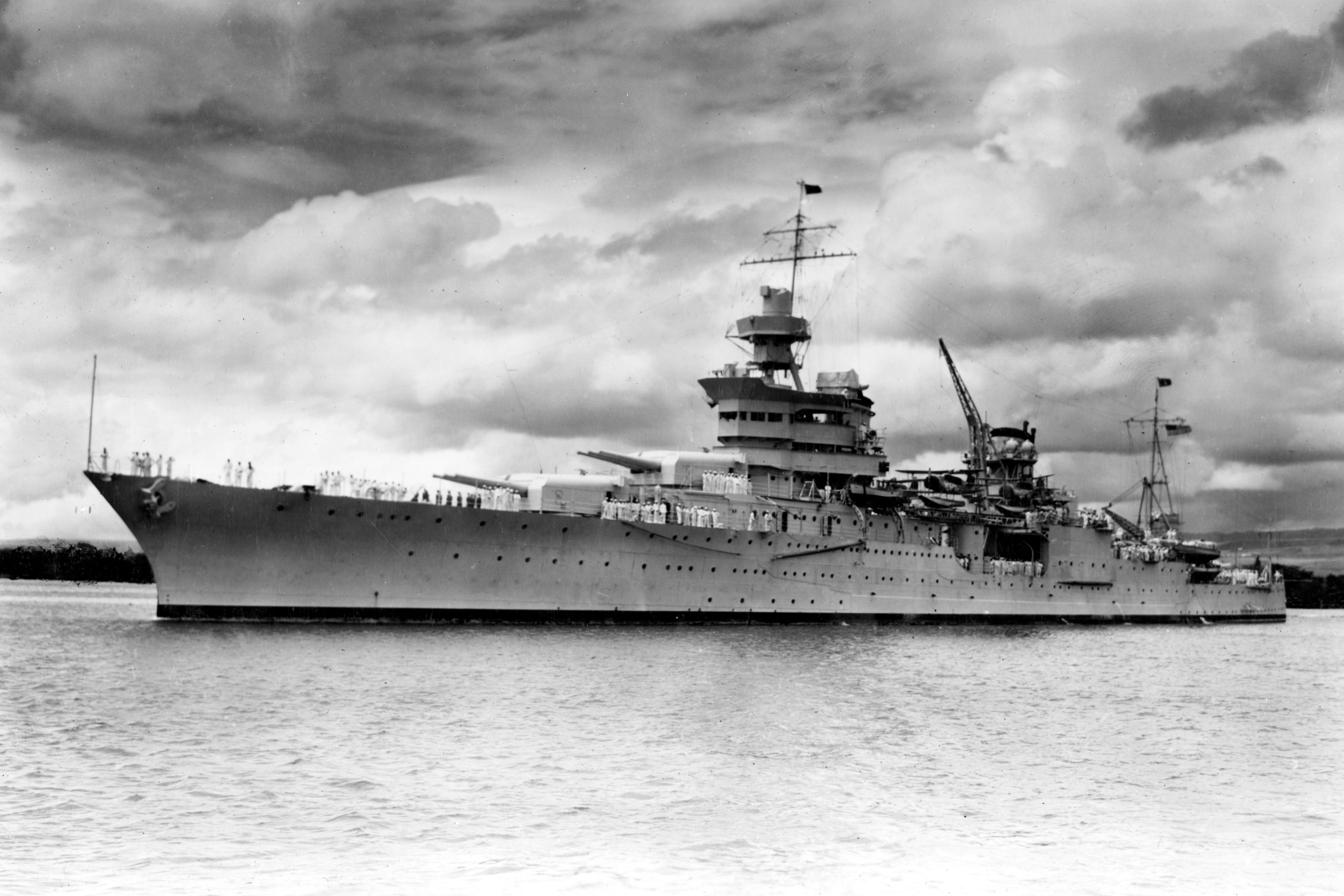
Indianapolis ngoài khơi Trân Châu Cảng, năm 1937